# Guègue
Pour les articles homonymes, voir Guegue.
Cet article concerne la langue guègue. Pour le peuple guègue, voir Guègues.

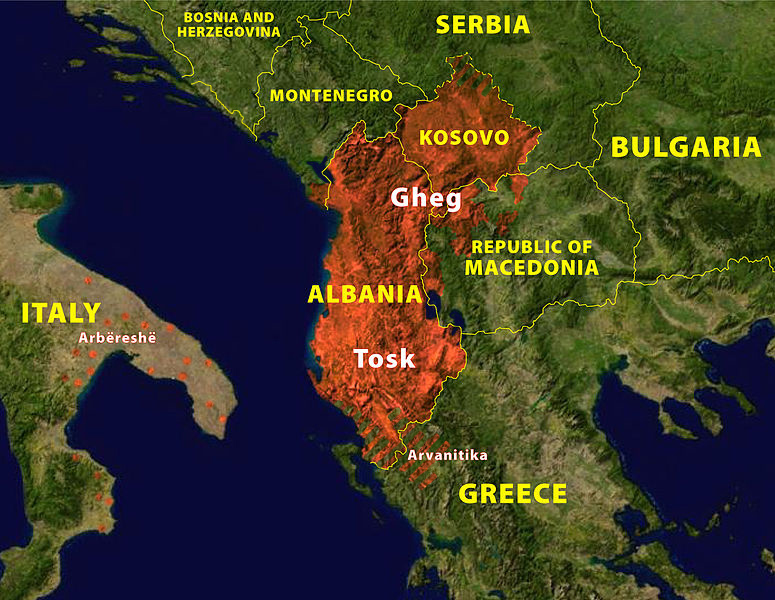
Répartition traditionnelle de l'Albanais, avec le Guègue et le Tosque

Le guègue, en guègue gegnisht, en albanais tosque gegërishte (« guègue », forme définie gegërishtja, « le guègue »), est un dialecte de l'albanais, parlé dans le nord de l'Albanie, au Kosovo, en Serbie du sud (communes de Preševo (en albanais Presheva), Medveđa (Medvegja) et Bujanovac (Bujanoci)), au Monténégro oriental et en Macédoine du Nord occidentale.
Des variantes intermédiaires existent. On estime que la division entre le guègue, parler du nord, et le tosque, variante méridionale de l'albanais, est marquée par la rivière Shkumbin, à mi-chemin entre le nord guègue et le sud tosque.

## Origine du nom
En ce qui concerne le sens du mot « guègue » (geg), Pashko Vasa pensait qu'il fallait chercher chez Homère, précisément dans les vers où il dit « Au-delà des montagnes d'Acrocéro vivent les géants ». Le mot gigas en grec signifie « géant », vigoureux. Pour argumenter son dire, Pashko Vasa se base sur un document dans lequel, entre autres, il est écrit que les mots « giga » et « guega » représentent le même substantif et ont le même sens en albanais et en grec.

## Variantes dialectales
Le guègue, outre des différences de vocabulaire, se caractérise entre autres par l'emploi de voyelles nasales et par l'absence du rhotacisme, qui a modifié les dialectes tosques méridionaux, au XIIIe siècle, comme par la transformation du « n » en « r » qui, par exemple, à partir du latin Valona donne Vlora. C'est ainsi que le latin arena (« sable ») a donné ranë en guègue alors qu'en tosque et dans la langue littéraire officielle, on dit rërë.
L'albanais littéraire unifié ou letrare (pour gjuhë letrare, « langue littéraire », forme définie gjuha letrare, « la langue littéraire »), est plutôt fondé sur les dialectes tosques et celui d'Elbasan. C'est une reconstitution : comme beaucoup de peuples avant l'établissement d'un État qui leur soit propre, les Albanais écrivaient auparavant dans les différents dialectes même s'ils pouvaient en privilégier un pour des raisons politiques.

## Emploi
Les deux intellectuels albanais les plus importants de la deuxième moitié du XXe siècle, le poète Martin Camaj (en) et le critique social Arshi Pipa (en), écrivaient tous les deux en guègue.  
Camaj est, avec Migjeni (Millosh Gjergj Nikolla) et Lasgush Poradeci, l'un des plus importants poètes en albanais moderne ; il écrivait exclusivement dans un guègue raffiné. Migjeni aussi écrivait en guègue mais avec une grammaire moins fidèle alors que Lasgush écrivait en tosque.  
Avant l'imposition du communisme, tous les textes publiés en Albanie du nord et au Kosovo étaient imprimés en guègue ; après 1944, le dictateur communiste Enver Hoxha a tout fait pour imposer la letrare en Albanie en interdisant d'y publier en guègue. Une raison majeure en était que les catholiques parlent généralement guègue et que l'église catholique publiait dans ce dialecte : Gjergj Fishta et d'autres auteurs catholiques, comme Ndre Mjeda, Luigj Gurakuqi, Pashko Vasa, Martin Camaj, Don Gjon Buzuku, Pal Engjelli, Pjeter Budi, Frang Bardhi, Marin Barleti, Filip Shiroka, Lazër Shantoja, Theodor Shkodrani, Pjeter Bogdani, Arshi Pipa, Justin Rrota, Millosh Gjergj Nikolla (« Migjeni »), Zef Zorba, Ernest Koliqi, Gjon Shllaku. 
Entretemps, dans le Kosovo sous domination de la Yougoslavie, les Albanais, alors qu'ils y parlent guègue, y enseignaient et publiaient en letrare pour marquer l'unité de la nation albanaise en dépit des frontières imposées. Depuis 1999, le guègue y a connu un renouveau, avec réimpressions et publications nouvelles.